# 伊内斯·布贝克里
伊内斯·布贝克里（阿拉伯語：إيناس بوبكري，1988年12月28日—），生于突尼斯市，突尼斯击剑运动员，曾获得2016年夏季奥林匹克运动会女子个人花剑铜牌。她是史上首位获得奥运击剑奖牌的突尼斯人。